# Emile Daems
Émile Daems (Genval, Bélgica, 4 de abril de 1938-Wavre, Bélgica; 17 de octubre de 2024) fue un ciclista profesional belga . Comenzó su carrera profesional en 1959 como corredor independiente. Ciclista de pequeño tamaño, Émile Daems era muy habilidoso en el sprint. 

## Palmarés
| 1958 - Tour de Berlín 1960 - Giro de Lombardía - Giro de los Apeninos - 2 etapas del Giro de Italia - Premio Nacional de Clausura - 1 etapa de la Roma-Nápoles-Roma 1961 - Giro de Cerdeña - Tour de Tessin - 1 etapa del Tour de Francia | 1962 - Milán-San Remo - 3º en el Campeonato de Bélgica en Ruta - Tour de Tessin - 3 etapas del Tour de Francia - 1 etapa del París-Niza - 1 etapa del Giro de Cerdeña 1963 - París-Roubaix |

## Resultados

### Grande Vueltas
| Carrera         | 1960 | 1961 | 1962 | 1963 | 1964 | 1965 | 1966 |
| --------------- | ---- | ---- | ---- | ---- | ---- | ---- | ---- |
| Giro de Italia  | 84.º | —    | Ab.  | —    | —    | —    | —    |
| Tour de Francia | —    | Ab.  | 13.º | 67.º | Ab.  | —    | —    |
| Vuelta a España | —    | —    | —    | —    | —    | —    | —    |

### Clásicas, Campeonatos y JJ. OO.
| Carrera               | Carrera               | 1959 | 1960 | 1961 | 1962 | 1963 | 1964 | 1965 | 1966 |
| --------------------- | --------------------- | ---- | ---- | ---- | ---- | ---- | ---- | ---- | ---- |
| Omloop Het Nieuwsblad | Omloop Het Nieuwsblad | —    | —    | —    | —    | —    | 16.º | —    | —    |
|                       | Milan San Remo        | —    | 79.º | 15.º | 1.º  | —    | 49.º | 68.º | —    |
| Gante-Wevelgem        | Gante-Wevelgem        | —    | —    | —    | —    | 28.º | 28.º | —    | —    |
|                       | Tour de Flandes       | —    | —    | 4.º  | —    | 8.º  | 19.º | —    | —    |
| Scheldeprijs          | Scheldeprijs          | —    | —    | —    | —    | —    | —    | 22.º | —    |
|                       | París-Roubaix         | —    | —    | 6.º  | 2.º  | 1.º  | 32.º | —    | —    |
| Flecha Brabanzona     | Flecha Brabanzona     | —    | —    | —    | 4.º  | 2.º  | 8.º  | —    | —    |
| Flecha Valona         | Flecha Valona         | 11.º | 10.º | 26.º | —    | —    | —    | —    | —    |
|                       | Lieja-Bastoña-Lieja   | —    | 21.º | 6.º  | —    | —    | —    | 15.º | —    |
|                       | Giro de Lombardía     | —    | 1.º  | —    | 4.º  | —    | —    | —    | —    |
| Mundial en Ruta       | Mundial en Ruta       | —    | 19.º | —    | 35.º | —    | —    | —    | —    |
| Bélgica en Ruta       | Bélgica en Ruta       | —    | 5.º  | —    | 3.º  | 20.º | —    | —    | —    |

## Equipos
- 1960-1962 Philco
- 1963-1964 Peugeot-BP
- 1965 Peugeot-BP-Michelin
- 1966 Solo-Superia